# Jade Jones (zanger)
Jade Jones (Londen, 12 februari 1979) is een Engelse R&B zanger. Hij werd bekend als leadzanger van de boyband Damage. Later ging hij bij de band CherryBlackStone. Jones heeft ook een liedje opgenomen samen met zijn voormalige band Damage en Emma Bunton, zijn vriendin. Dit nummer heette "I Don't Know".
Jones ging in 2008 weg bij de CherryBlackStone, na de geboorte van zijn oudste zoon. In 2006 deed hij mee aan de reality show 'The Games', van de Engelse televisiezender Channel 4. Jones won deze show.
Jones heeft twee zoons met zijn partner, zangeres Emma Bunton.
- Library of Congress Control Number: no2019072108
- Virtual International Authority File: 3703155832964833490004